# Kremenná dolina

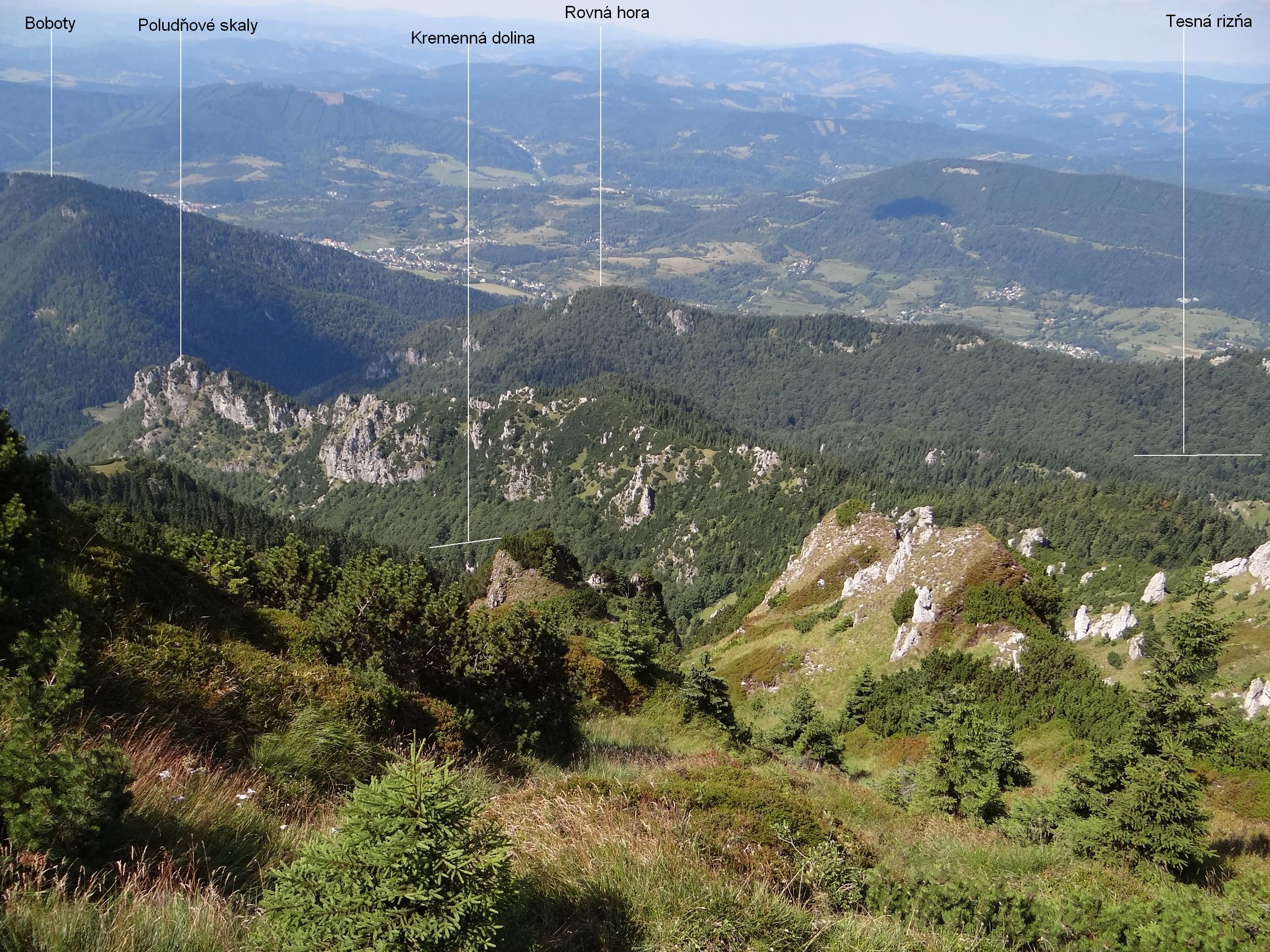
Widok z Wielkiego Rozsutca

Kremenná dolina – dolina w słowackiej Małej Fatrze, odnoga Novej doliny. Wcina się między dwie granie opadające na północny zachód z Wielkiego Rozsutca: grań Południowych Skał (Poludňové skaly) opadającą z jego niższego wierzchołka i grań Skalnego Miasta opadającą z jego wyższego wierzchołka. 
Kremenná dolina ma wylot w Štefanovej. Jej dnem spływa potok uchodzący do Stohovego potoku. Nie prowadzi przez nią żaden szlak turystyczny. Cały obszar doliny (z wyjątkiem najniższej jej części w osadzie Štefanovej) już od 1968 r. ze względu na wyjątkowe bogactwo przyrody ożywionej i nieożywionej objęto ochroną ścisłą. Jest to obszar ochrony ścisłej o nazwie „Rozsutec”. Głęboki wylot Kremennej doliny wraz z wznoszącymi się po obu jego stronach Południowymi Skałami i Skalnym Miastem jest dobrze widoczny ze Štefanovej. Dawniej istniejący szlak, prowadzący dolną częścią doliny, został zamknięty, by lepiej chronić przyrodnicze walory tej doliny.

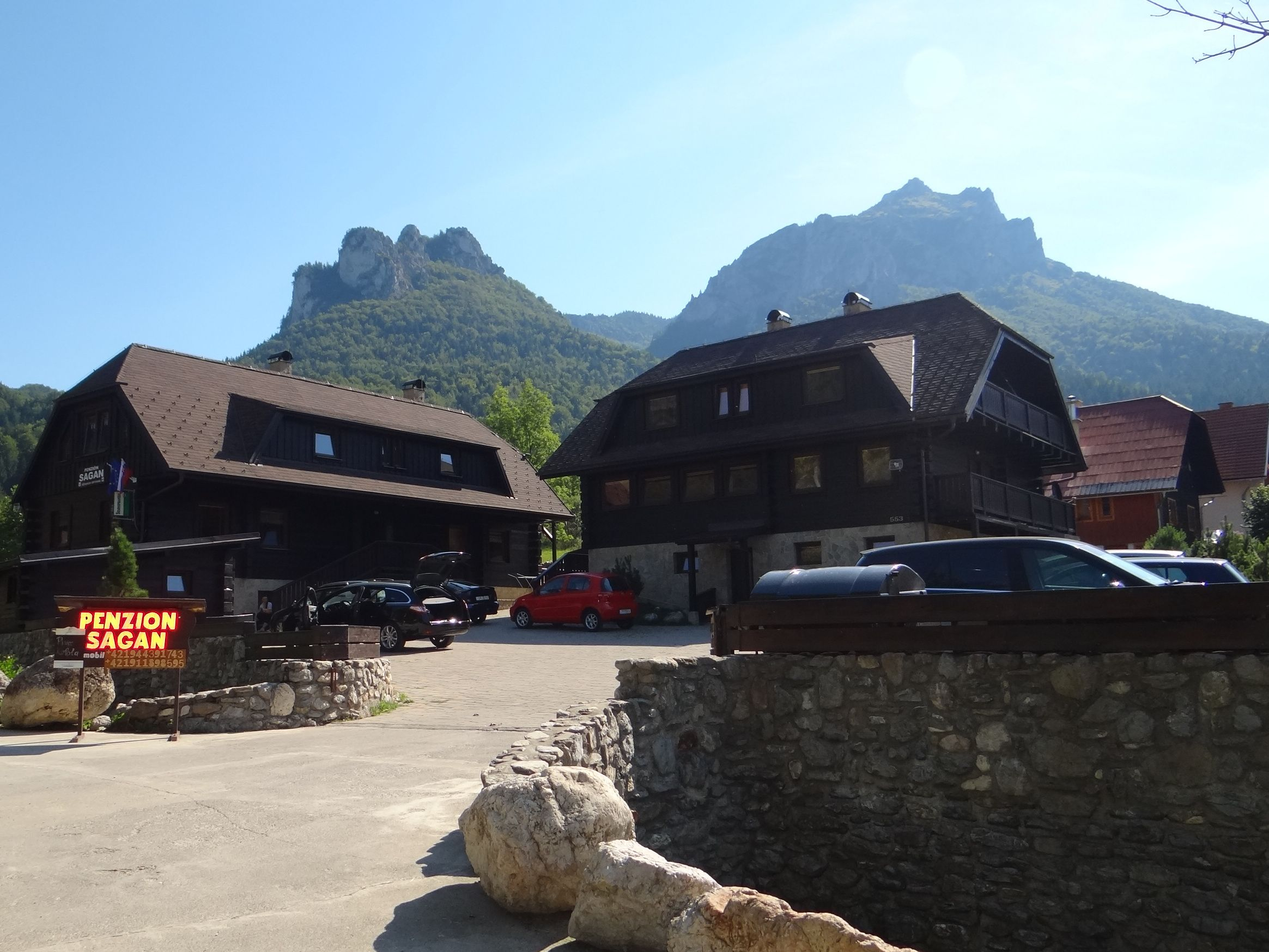
Widok ze Štefanovej na wylot Kremennej doliny